# アンドロメダ座II
アンドロメダ座II(Andromeda II)は、アンドロメダ座の方角に約222万光年の位置にある矮小楕円体銀河である。局所銀河群の一部で、アンドロメダ銀河の伴銀河であるが、さんかく座銀河にも近い位置にある。
1970年と1971年に撮影された写真乾板からシドニー・ファン・デン・ベルフによって、アンドロメダ座I、アンドロメダ座III、アンドロメダ座IVとともに発見された。

## スペクトルの観測
1999年、Coteらは、W・M・ケック天文台の望遠鏡を用いて、この銀河内の7つの恒星のスペクトルを観測し、平均速度Vrが-188 ± 3 km/s、速度分散が9.2 ± 2.6 km/sであることを確かめ、質量光度比から、アンドロメダ座IIは大量の暗黒物質を含むことを発見した。また同じ1999年、Cote, Oke, & CohenはW・M・ケック天文台の望遠鏡で42個の赤色巨星のスペクトルを測定し、平均金属量<[Fe/H]> = -1.47 ± 0.19と分散0.35 ± 0.10の値を得た。
1999年、Da Costaらは、アンドロメダ座IIのヘルツシュプルング・ラッセル図を研究し、アンドロメダ座II中の大部分の恒星は60億歳から90億歳の間であることを発見した。しかし、こと座RR型変光星と青色水平分枝の観測では、100億歳以上の恒星の存在が示された。アンドロメダ座IIはアンドロメダ座Iとは異なり、水平分枝星の形態について、半径方向の勾配を見せない。さらに、存在数の分散は、アンドロメダ座IIの方が遙かに大きい。これは、これら2つの銀河がかなり異なった進化の歴史を持っていることを示している。